# Parasemia nigrociliata
Parasemia nigrociliata är en fjärilsart som beskrevs av Karl Schawerda 1906. Parasemia nigrociliata ingår i släktet Parasemia och familjen björnspinnare. Inga underarter finns listade i Catalogue of Life.